# U-483 (tàu ngầm Đức)
U-483 là một tàu ngầm tấn công  Lớp Type VII thuộc phân lớp Type VIIC được Hải quân Đức Quốc Xã chế tạo trong Chiến tranh Thế giới thứ hai. Nhập biên chế năm 1943, nó đã thực hiện được hai chuyến tuần tra và gây tổn thất toàn bộ cho một tàu chiến tải trọng 1.300 tấn. U-483 đã sống sót qua Thế Chiến II, đầu hàng lực lượng Đồng Minh tại Trondheim, Na Uy vào ngày 9 tháng 5, 1945, và cuối cùng bị đánh đắm ngoài khơi Scotland trong khuôn khổ Chiến dịch Deadlight vào ngày 16 tháng 12, 1945.

## Thiết kế và chế tạo

### Thiết kế

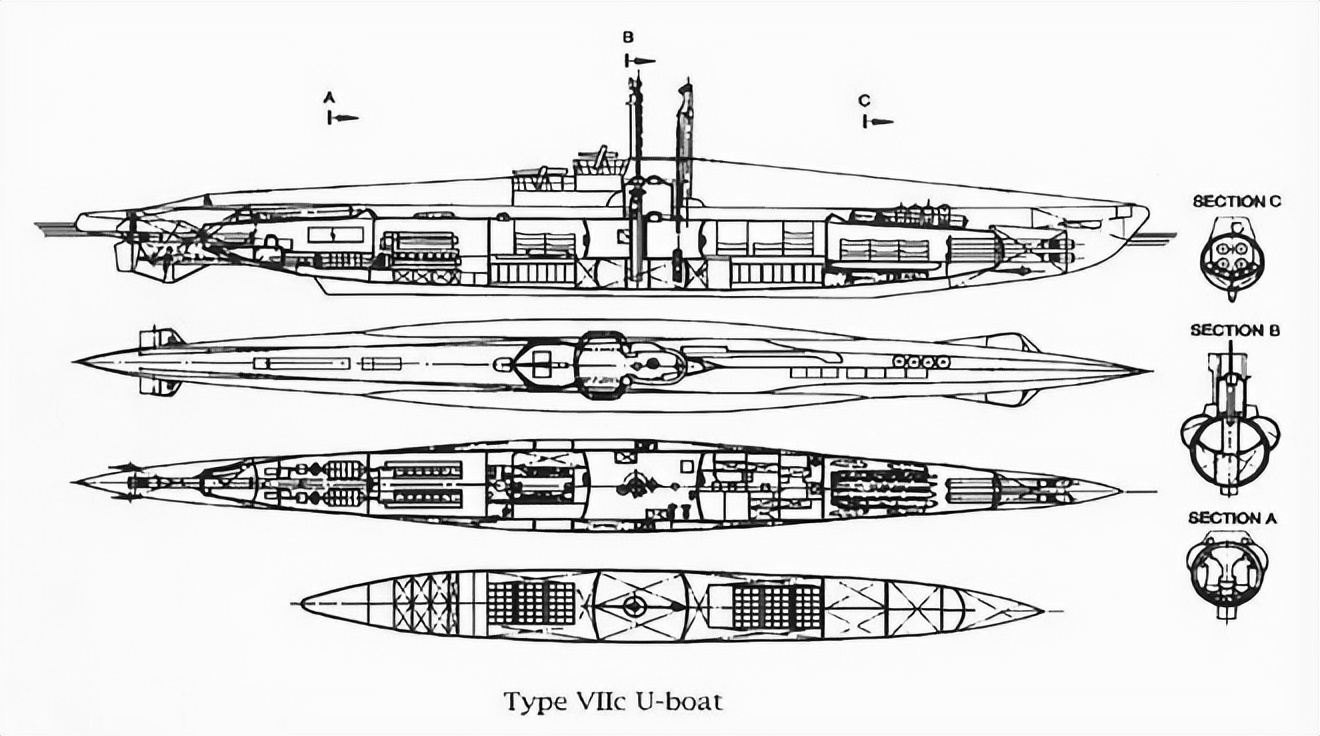
Sơ đồ các mặt cắt một tàu ngầm Type VIIC

Phân lớp VIIC của Tàu ngầm Type VII là một phiên bản VIIB được kéo dài thêm. Chúng có trọng lượng choán nước 769 t (757 tấn Anh) khi nổi và 871 t (857 tấn Anh) khi lặn). Con tàu có chiều dài chung 67,10 m (220 ft 2 in), lớp vỏ trong chịu áp lực dài 50,50 m (165 ft 8 in), mạn tàu rộng 6,20 m (20 ft 4 in), chiều cao 9,60 m (31 ft 6 in) và mớn nước 4,74 m (15 ft 7 in).
Chúng trang bị hai động cơ diesel Germaniawerft F46 siêu tăng áp 6-xy lanh 4 thì, tổng công suất 2.800–3.200 PS (2.100–2.400 kW; 2.800–3.200 bhp), dẫn động hai trục chân vịt đường kính 1,23 m (4,0 ft), cho phép đạt tốc độ tối đa 17,7 kn (32,8 km/h), và tầm hoạt động tối đa 8.500 nmi (15.700 km) khi đi tốc độ đường trường 10 kn (19 km/h). Khi đi ngầm dưới nước, chúng sử dụng hai động cơ/máy phát điện Garbe, Lahmeyer & Co. RP 137/c  tổng công suất 750 PS (550 kW; 740 shp). Tốc độ tối đa khi lặn là 7,6 kn (14,1 km/h), và tầm hoạt động 80 nmi (150 km) ở tốc độ 4 kn (7,4 km/h). Con tàu có khả năng lặn sâu đến 230 m (750 ft).
Vũ khí trang bị có năm ống phóng ngư lôi 53,3 cm (21 in), bao gồm bốn ống trước mũi và một ống phía đuôi, và mang theo tổng cộng 14 quả ngư lôi, hoặc tối đa 22 quả thủy lôi TMA, hoặc 33 quả TMB. Tàu ngầm Type VIIC bố trí một hải pháo 8,8 cm SK C/35 cùng một pháo phòng không 2 cm (0,79 in) trên boong tàu. Thủy thủ đoàn bao gồm 4 sĩ quan và 40-56 thủy thủ.

### Chế tạo
U-483 được đặt hàng vào ngày 5 tháng 6, 1941, và được đặt lườn tại xưởng tàu của hãng Deutsche Werke AG ở Kiel vào ngày 20 tháng 3, 1943. Nó được hạ thủy vào ngày 30 tháng 10, 1943, và nhập biên chế cùng Hải quân Đức Quốc Xã vào ngày 22 tháng 12, 1943 dưới quyền chỉ huy của Hạm trưởng, Đại úy Hải quân Hans-Joachim von Morstein.

## Lịch sử hoạt động
Chiếc tàu ngầm được nâng cấp vào tháng 8, 1944, được trang bị ống hơi nhằm cải thiện tính năng đi ngầm dưới nước. Sau khi hoàn tất việc huấn luyện trong thành phần Chi hạm đội U-boat 5, U-483 được điều sang Chi hạm đội U-boat 8 từ ngày 1 tháng 8, 1944 để hoạt động trên tuyến đầu, rồi lại được điều sang Chi hạm đội U-boat 11 từ ngày 5 tháng 9 cho đến khi xung đột kết thúc.

### Chuyến tuần tra thứ nhất
U-483 đã di chuyển từ cảng Kiel, Đức đến các cảng Horten và Stavanger cùng thuộc Na Uy vào đầu tháng 9, 1944. Nó khởi hành từ Stavanger vào ngày 3 tháng 10 cho chuyến tuần tra đầu tiên trong chiến tranh, và đã băng qua khe GI-UK giữa các quần đảo Shetland và Faroe để vòng qua quần đảo Anh nhằm hoạt động tại vùng biển Đại Tây Dương về phía Bắc Ireland, Vào ngày 12 tháng 10, ở vị trí về phía Tây Bắc Scotland, một trục trặc của hệ thống ống hơi con tàu đã khiến một thủy thủ tử nạn do ngộ độc khí carbon dioxide.
Đến ngày 1 tháng 11, ở vị trí ngoài khơi mũi Malin, Ireland, U-483 phóng ngư lôi tấn công tàu frigate HMS Whitaker của Hải quân Hoàng gia Anh. Quả ngư lôi đánh trúng đích đã làm cho phần mũi tàu nổ tung, và khiến hạm trưởng cùng mọi sĩ quan và 84 thủy thủ tử trận. Tuy nhiên con tàu do Hoa Kỳ chế tạo này đã không đắm, hỏa hoạn được dập tắt và ngăn chặn việc ngập nước trước khi được kéo về cảng Londonderry, và sau đó đến Belfast, Bắc Ireland. Tuy nhiên Whitaker bị xem là một tổn thất toàn bộ. U-483 kết thúc chuyến tuần tra khi quay trở về cảng  Bergen, Na Uy vào ngày 21 tháng 11.

### Chuyến tuần tra thứ hai
Xuất phát từ cảng Bergen vào ngày 7 tháng 2, 1945 cho chuyến tuần tra thứ hai, cũng là chuyến cuối cùng, U-483 đã xâm nhập vào biển Ireland, nhưng không đánh chìm được mục tiêu nào. Nó quay trở về cảng Trondheim, Na Uy vào ngày 26 tháng 3.

### Số phận
U-483 đã đầu hàng lực lượng Đồng Minh tại Trondheim vào ngày 9 tháng 5, 1945. Sau đó nó di chuyển đến Loch Ryan, Scotland, rồi bị đánh chìm ngoài khơi Scotland trong khuôn khổ Chiến dịch Deadlight, tại tọa độ 56°10′B 10°05′T / 56,167°B 10,083°T vào ngày 16 tháng 12, 1945.

### Tóm tắt chiến công
U-483 đã gây tổn thất toàn bộ cho một tàu chiến tải trọng 1.300 tấn:
| Ngày             | Tên tàu      | Quốc tịch              | Tải trọng | Số phận          |
| ---------------- | ------------ | ---------------------- | --------- | ---------------- |
| 1 tháng 11, 1944 | HMS Whitaker | Hải quân Hoàng gia Anh | 1.300     | Tổn thất toàn bộ |